# Viborg Amt

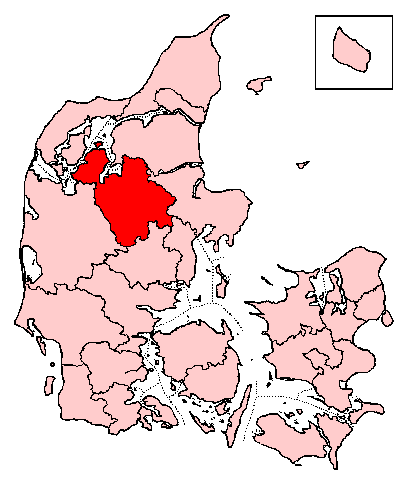
Viborg Amt

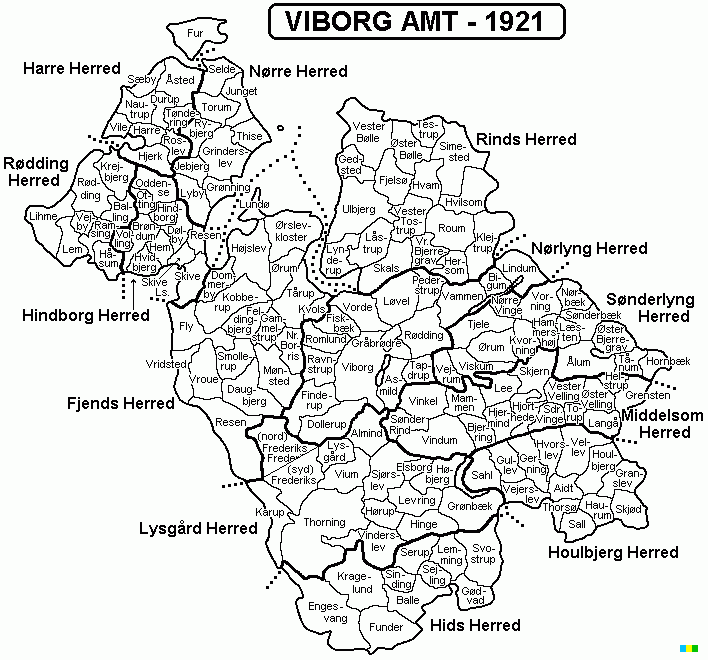
Overzicht van het amt in 1921

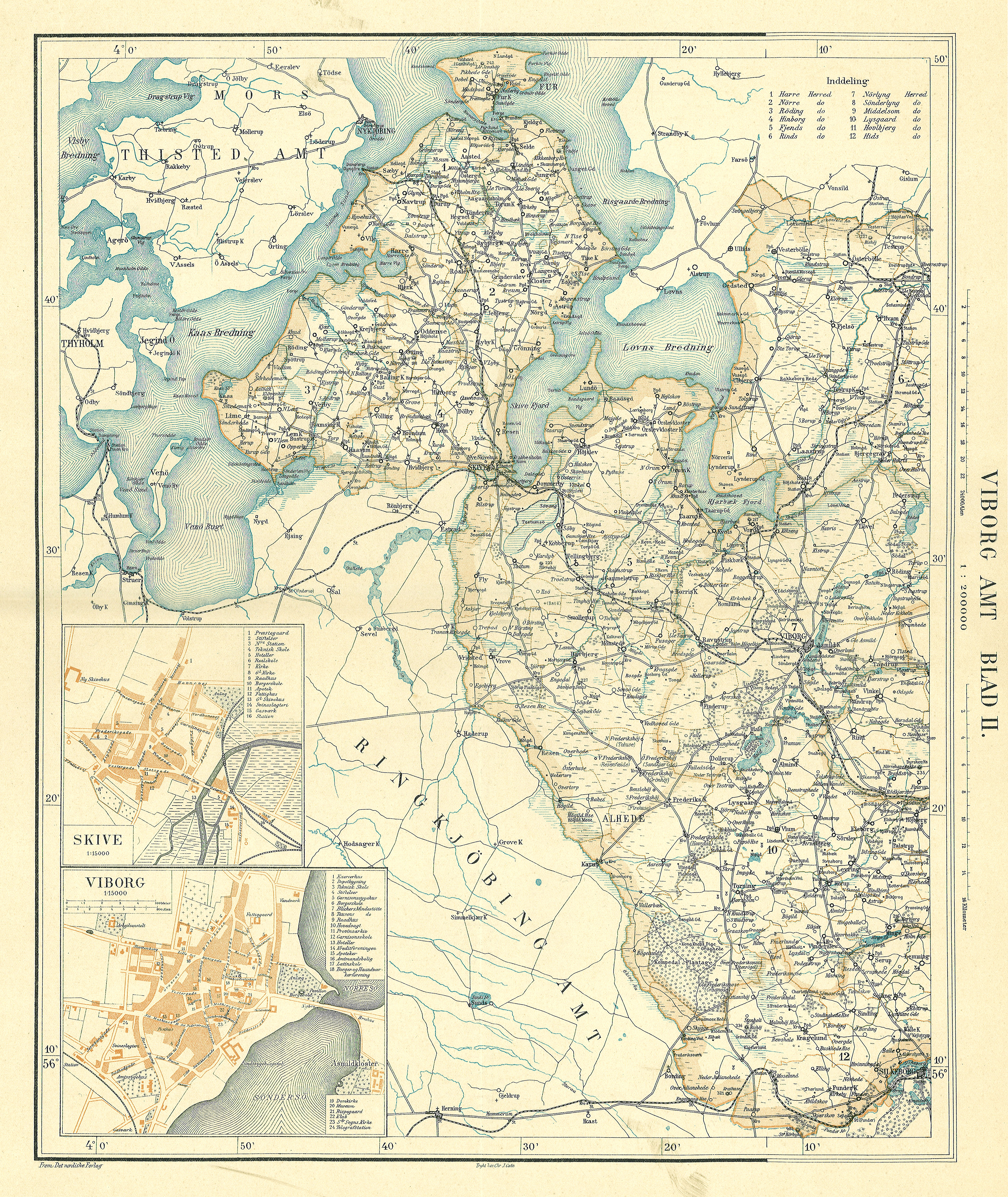
Kaart van het noordwesten van het amt rond1900

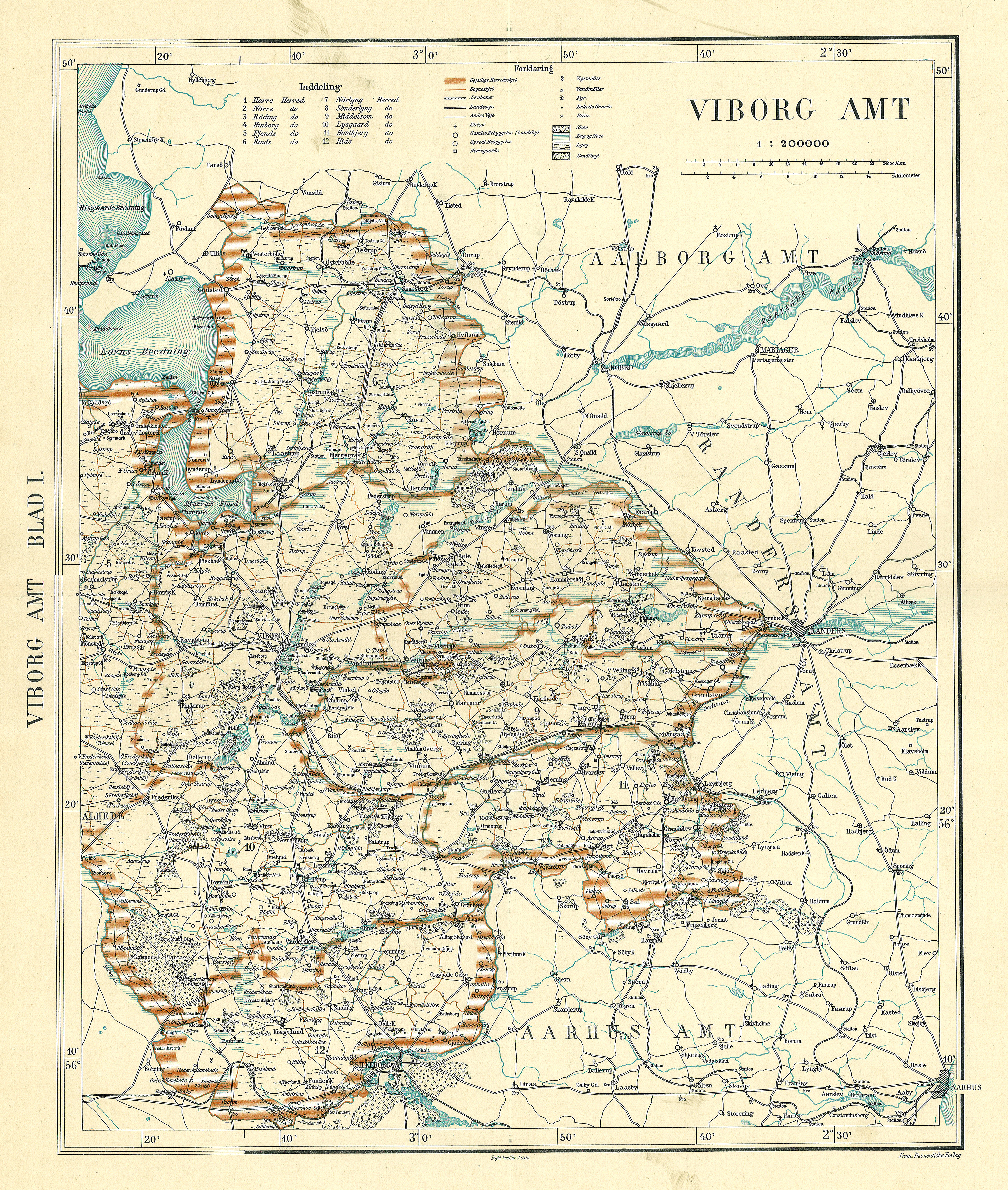
Kaart van het zuidoosten van het amt rond 1900

Viborg Amt was een van de amten van Denemarken voor 1970. Het amt werd gevorm in 1794. Bij de herindeling van 1970 bleef Viborg als amt bestaan, maar de grenzen werden aanzienlijk aangepast.
Viborg Amt bestond uit herreder:
- Fjends
- Harre
- Hids
- Hindborg
- Houlbjerg
- Lysgård
- Middelsom
- Nørlyng
- Nørre
- Rinds
- Rødding
- Sønderlyng

## Na 1970
Bij de herindelingsoperatie in Denemarken in 1970 werd het oude amt verdeeld over de nieuwe provincies Ringkjøbing, Viborg en Århus.
De parochie Engevsvang werd deel van de nieuwe gemeente  Ikast in Ringkjøbing.
Een aantal zuidelijke en westelijke parochies gingen over naar de volgende nieuw gevormde gemeenten in Århus:
- Gjern
- Hammel
- Langå
- Purhus
- Randers
- Silkeborg

Het resterende, grootste deel vormde de nieuwe provincie Viborg en ging deel uitmaken van de volgende gemeenten:
- Bjerringbro
- Fjends
- Hvorslev
- Karup
- Kjellerup
- Møldrup
- Sallingsund
- Skive
- Spøttrup
- Sundsøre
- Tjele
- Viborg
- Aalestrup

Daarnaast werd de parochie Rønbjerg vanuit het oude Ringkøbing bij de nieuwe gemeente Skive gevoegd en werd zo deel van het nieuwe Viborg.